# Krákhamarsfjall
Krákhamarsfjall är ett berg i republiken Island. Det ligger i regionen Austurland, 400 km öster om huvudstaden Reykjavík. Toppen på Krákhamarsfjall är 737 meter över havet.
Närmaste större samhälle är Djúpivogur, omkring 12 kilometer nordost om Krákhamarsfjall.